# Alive and Kicking (canção)
"Alive and Kicking" é uma música da banda de rock escocesa Simple Minds. Lançado em 1985 como o primeiro single do álbum de maior sucesso da banda, Once Upon a Time, alcançou o número 3 na Billboard Hot 100 dos Estados Unidos, o número 4 no Canadá e chegou ao top 5 de vários países europeus, incluindo a Itália, onde a música alcançou o número um. 

## Paradas musicais
Após o sucesso do single anterior ao álbum, "Don't You (Forget About Me)", "Alive and Kicking" foi lançado como single, alcançando o número 3 na Billboard Hot 100 dos EUA e o número um no Top Rock Tracks (agora chamado de Mainstream Rock). A música também alcançou o número 4 no Canadá. Na Europa, a música liderou as paradas na Itália por uma semana, alcançou o número 2 na Bélgica, Irlanda e Holanda e alcançou o número 7 na parada de singles do Reino Unido. Em 1992, quando relançado como A-side duplo com "Love Song" para promover o álbum de compilação da banda Glittering Prize 81/92, conseguiu alcançar um novo pico do número 6. Em outros lugares, "Alive and Kicking" alcançou o número 5 na Nova Zelândia, o número 16 na África do Sul e apenas perdeu o top 20 na Austrália, chegando ao número 21. 

## Vídeo de música
O videoclipe de "Alive and Kicking" foi filmado perto da cidade de Hunter, em North-South Lake, nas montanhas Catskill, no estado de Nova York. Uma parte do vídeo foi filmada no mirante do local da antiga Catskill Mountain House (anteriormente demolida). Foi dirigido por Zbigniew Rybczyński, que dirigiu o vídeo de "All the Things She Said", o terceiro single do mesmo álbum.

## Pessoal
- Produzido por Jimmy Iovine & Bob Clearmountain
- Projetado por Moira Marquis e Mark McKenna
- Assistência de Engenharia por Martin White
- Letras e música por Simple Minds (Kerr, Burchill, MacNeil)
- "Up on the Passarela" Gravado ao vivo em Barrowlands, Glasgow, em 5 de janeiro de 1985
- Vocais Secundários Robin Clark

## Aparições na mídia
Em 1992, "Alive & Kicking" forneceu a trilha sonora de uma promoção famosa, intitulada "Um jogo totalmente novo" para o lançamento do futebol da FA Premier League pela BSkyB.